# Чого хоче дівчина
«Чого хоче дівчина» (англ. What a Girl Wants) — американський комедійний фільм 2003 р., режисер — Денні Гордон. У ролях: Аманда Байнс, Колін Ферт, Келлі Престон і Олівер Джеймс. Фільм заснований на п'єсі 1955 р. Дебютантка мимоволі. Друга фільмова екранізація цієї роботи.

## Сюжет
Дафна Рейнольдс живе прекрасним життям, має свій унікальний стиль, ідеальні стосунки з матір'ю Ліббі і майбутнє, сповнене різних можливостей. Але попри це, вона відчуває, що їй чогось бракує. Вона мріє, що одного чудового дня зустріне свого батька, про якого знає тільки те, що він належить до англійської аристократичної сім'ї, дуже кохав Ліббі 17 років тому, але зрештою вона його покинула, тому що його родина вважала її невідповідною парою.
І ось, сповнена рішучості, Дафна їде до Лондона і виявляє, що її батько — відомий політик, кандидат у прем'єр-міністри Генрі Дешвуд. Генрі запрошує Дафну у свій будинок і своє життя, що ставить під загрозу його політичну кар'єру. Не бажаючи псувати батькові передвиборчу кампанію, Дафна, переборовши себе, приймає аристократичний стиль і в ролі дебютантки поринає у вир британських громадських заходів. У цьому Дафні постійно заважають нова наречена батька Глінніс і її підступна ревнива дочка Кларисса.
Але незабаром Дафна розуміє, що вона не схожа на всіх цих витончених манірних людей, і, незважаючи на те, як вона хоче бути дочкою свого батька, не може перестати бути собою, тому їде додому до матері. Генрі розуміє, наскільки він любить Дафну і їде до Америки, щоб повернути її.
Фільм закінчується тим, що мати Дафни офіційно виходить заміж за Генрі, і вони всі живуть з ним у його будинку. Дафна стає подругою Іана, з яким познайомилася в Лондоні, та вступає до коледжу в Оксфорді, щоб бути поряд із ним.

## Ролі
- Аманда Байнс — Дафна Рейнолдс
- Колін Ферт — лорд Генрі Дешвуд
- Олівер Джеймс — Іен Воллес
- Айлін Еткінс — Джоселін Дешвуд
- Анна канцлер — Глінніс Пейн
- Джонатан Прайс — Алістер Пейн
- Христина Коул — Клариса Пейн
- Сільвія Сімс — принцеса Шарлотта
- Тара Саммерс — Ноель

## Реакція

### Касові збори
Попри змішані критичні відгуки, фільм мав касовий успіх. У перший вік-енд він зібрав $11 434 964 у 2964 кінотеатрах США та Канади, № 2 в прокаті. До кінця свого прокату зібрав $36 105 433 всередині країни і на міжнародному рівні $14 626 706, загальна сума становить $50 732 139 по всьому світу.

### Критика
Фільм отримав змішані негативні відгуки критиків, 35%-ий рейтинг на Rotten Tomatoes. The San Francisco Chronicle назвала його «жахливою підлітковою комедією».